# 宕昌国
宕昌（とうしょう）は、宕昌羌ともいい、中国の五胡十六国時代から南北朝時代にかけて羌族が建てた政権。都城は宕昌城（現在の甘粛省隴南市宕昌県の西）。首長の姓は「梁」といった。
梁勤が宕昌王を自称したのを初代とする。梁勤とその後継者たちは、ときの南北朝の政権に朝貢して冊封を受けている。
564年、宕昌王の梁弥定がしばしば北周の領域を侵犯したので、北周の武帝の怒りを買った。武帝が大将軍田弘に命じて宕昌国を討たせ、その地に宕州を立てると、宕昌はここに滅亡した。

## 宕昌の君主
- 梁勤
- 梁弥忽
- 梁虎子
- 梁弥治（? - 478年）
- 梁弥機（478年 - 485年）
- 梁弥博（485年）
- 梁弥頡（485年 - 488年）
- 梁弥承（488年 - ?）
- 梁弥邕（502年 - ?）
- 梁弥博（505年 - ?）
- 梁弥泰
- 梁仚定（? - 541年）
- 梁弥定（541年 - 550年、550年 - 564年）
- 梁獠甘（550年）

## 参考資料
- 『魏書』巻101 列伝第89
- 『南斉書』巻59 列伝第40
- 『梁書』巻54 列伝第48 諸夷
- 『周書』巻49 列伝第41 異域上